# جورج بيكر ليفيت سينيور
جورج بيكر ليفيت سينيور (بالإنجليزية: George Baker Leavitt, Sr.)‏ هو مستكشف أمريكي، ولد في 1860، وتوفي في 1925.